# KFC Winterslag
KFC Winterslag – belgijski klub piłkarski, mający siedzibę w dzielnicy Winterslag w mieście Genk, na wschodzie kraju, działający w latach 1923–1988.

## Historia
Chronologia nazw:
- 1923: Football Club Winterslag
- 1958: Koninklijke FC Winterslag
- 1988: klub rozwiązano – po fuzji z K. Waterschei SV Thor

Klub sportowy FC Winterslag został założony w miejscowości Genk 15 kwietnia 1923 roku. Wkrótce klub dołączył do URBSFA. Początkowo zespół grał na poziomie prowincjalnym. W grudniu 1926 roku w belgijskiej piłce nożnej powstał rejestr matriculaire, czyli rejestr klubów zgodnie ich dat założenia. Klub otrzymał nr rejestracyjny matricule 322. Dopiero w sezonie 1941/42 startował w mistrzostwach Belgii na trzecim poziomie krajowym, zajmując szóste miejsce w Promotion série D. W 1947 zwyciężył w Promotion série A i awansował do Division 1 (D2). Po trzech latach spadł z powrotem do Promotion. W 1952 roku po reformie systemu lig klub zakwalifikował się do Derde Klasse (D3). W 1954 został zdegradowany do czwartej dywizji. 
30 grudnia 1957 roku klub został uznany przez "Société Royale", w związku z czym 5 lutego 1958 przemianowany na Koninklijke FC Winterslag. W 1960 roku zespół spadł na rok do poziomu prowincjalnego. Po wygraniu Eerste Provinciale Limburg wrócił do czwartej dywizji. W 1964 roku awansował do Derde Klasse. Po zakończeniu sezonu 1971/72, w którym zajął pierwsze miejsce w Derde Klasse B, grał mecz barażowy z Patro Eisden (który zajął drugie miejsce w grupie i miał tyle samo punktów co Winterslag), po remisie 3:3 (po 135 min. gry) w pierwszym meczu wygrał drugi mecz 2:1 na neutralnym boisku i zdobył awans do Tweede Klasse. 
W 1974 roku klub debiutował wśród elity narodowej, która nazywała się Eerste Klasse. To stało możliwe dzięki utworzeniu ligi zawodowej i rozszerzeniu liczby klubów do 20. Wskutek tego awansowały trójka najlepszych klubów z drugiej dywizji, a także dwa kluby z rundy finałowej, w której grał dwa ostatnie sklasyfikowane z pierwszej dywizji oraz czwarta i piąta drużyna z dywizji drugiej. Klub zdobył awans do najwyższej ligi, zajmując drugie miejsce w playoff (w tabeli ligowej był piątym). Debiutowy sezon na najwyższym poziomie zakończył na ostatnim 20.miejscu i spadł z powrotem do drugiej dywizji. W następnym sezonie 1975/76 zwyciężył w Tweede Klasse i wrócił do najwyższej ligi, w której pozostał do 1983 roku. Zajmując 5.miejsce w sezonie 1980/81, klub zdobył prawo do udziału w Pucharze UEFA, gdzie dotarł do 1/8 finału.
W sezonach 1984/85, 1985/86 i 1986/87 klub zajmował miejsca w pierwszej szóstki drugiej dywizji i potem brał udział w turniejach barażowych o awans do Eerste Klasse. Dopiero za trzecim razem w 1987 roku drużynie udało się wrócić do najwyższej dywizji. W sezonie 1987/88 zespół uplasował się na 15.pozycji.
Przed rozpoczęciem sezonu 1988/89 1 lipca 1988 roku nastąpiła fuzja z miejscowym rywalem K. Waterschei SV Thor (który również zajął 15.miejsce, ale w drugiej dywizji), w wyniku czego został utworzony nowy klub KRC Genk. Nowy klub przejął matricule 322 oraz zajął miejsce Winterslag na najwyższym poziomie. Tak więc, numer 553 (Watershei) został skreślony z listy URBSFA.

## Barwy klubowe, strój
|  |  |

Klub ma barwy czerwono-czarne. Zawodnicy domowe spotkania zazwyczaj grają w czerwonych koszulkach, czarnych spodenkach oraz czarnych getrach.

## Sukcesy

### Trofea międzynarodowe
| \| \| Zdobyte trofea w rozgrywkach międzynarodowych (stan na: 31-05-2020) \| |                                                                     |      |          |
| Rozgrywki                                                                    | Osiągnięcie                                                         | Razy | Sezon(y) |
| · Liga Mistrzów · (Puchar Europy)                                            | zdobywca                                                            | 0    |          |
| · Liga Mistrzów · (Puchar Europy)                                            | finalista                                                           | 0    |          |
| · Liga Europy · (Puchar UEFA)                                                | zdobywca                                                            | 0    |          |
| · Liga Europy · (Puchar UEFA)                                                | finalista                                                           | 0    |          |
| · Liga Europy · (Puchar UEFA)                                                | 1/8 finału                                                          | 1    | 1981/82  |
| FIFA                                                                         | Zdobyte trofea w rozgrywkach międzynarodowych (stan na: 31-05-2020) |      |          |

### Trofea krajowe
| \| \| Zdobyte trofea w rozgrywkach Belgii (stan na: 31-05-2020) \| |                                                           |      |          |
| Rozgrywki                                                          | Osiągnięcie                                               | Razy | Sezon(y) |
| · Mistrzostwo                                                      | I miejsce                                                 | 0    |          |
| · Mistrzostwo                                                      | II miejsce                                                | 0    |          |
| · Mistrzostwo                                                      | III miejsce                                               | 0    |          |
| · Mistrzostwo                                                      | 5.miejsce                                                 | 1    | 1980/81  |
| · Puchar                                                           | zdobywca                                                  | 0    |          |
| · Puchar                                                           | finalista                                                 | 0    |          |
| · Puchar                                                           | półfinalista                                              | 1    | 1986/87  |
| · II liga                                                          | I miejsce                                                 | 1    | 1975/76  |
| · II liga                                                          | II miejsce                                                | 1    | 1986/87  |
| · II liga                                                          | III miejsce                                               | 1    | 1984/85  |
| Belgia                                                             | Zdobyte trofea w rozgrywkach Belgii (stan na: 31-05-2020) |      |          |

- Promotion/Derde Klasse (D3):
  - mistrz (2x): 1946/47 (A), 1971/72 (B)
  - wicemistrz (1x): 1951/52 (D)
  - 3.miejsce (1x): 1964/65 (B)

- Vierde Klasse (D4):
  - mistrz (1x): 1963/64 (C)
  - wicemistrz (1x): 1961/1962 (D)
  - 3.miejsce (1x): 1957/1958 (D)

## Poszczególne sezony

### Rozgrywki międzynarodowe

#### Europejskie puchary
Legenda do wszystkich tabel:
- Q – runda eliminacyjna, 1/16, 1/8, 1/4, 1/2 – odpowiednia faza rozgrywek, Grupa – runda grupowa, 1r gr – pierwsza runda grupowa, 2r gr – druga runda grupowa, F – finał, R – runda, PO – play-off
- k. – rzuty karne, los. – losowanie, Dogr. – dogrywka, w. – zasada bramek strzelonych na wyjeździe

| Sezon   | Rozgrywki   | Runda | Przeciwnik         | Dom | Wyjazd | Ogólnie |
| ------- | ----------- | ----- | ------------------ | --- | ------ | ------- |
| 1981/82 | Puchar UEFA | 1R    | Bryne FK           | 1–2 | 2–0    | 3–2     |
| 1981/82 | Puchar UEFA | 1/16  | Arsenal F.C.       | 1–0 | 1–2    | 2–2     |
| 1981/82 | Puchar UEFA | 1/8   | Dundee United F.C. | 0–0 | 0–5    | 0–5     |

### Rozgrywki krajowe
| \| Belgia \| Bilans występów klubu w rozgrywkach piłkarskich Belgii (Stan na 31 maja 2020 r.) \| \| |                                                                                  |        |       |   |   |   |    |    |     |                                            |        |        |      |
| Poziom                                                                                              | Rozgrywki                                                                        | Sezony | Mecze | Z | R | P | B+ | B– | Pkt | Lata                                       | Awanse | Spadki | Naj. |
| I                                                                                                   | Eerste Klasse                                                                    | 9      |       |   |   |   |    |    |     | 1974/75, 1976–1983, 1987/88                | 0      | 2      | 5    |
| II                                                                                                  | Division 1/ Tweede Klasse                                                        | 10     |       |   |   |   |    |    |     | 1947–1950, 1972–1974, 1975/76, 1983–1987   | 3      | 1      | 1    |
| III                                                                                                 | Promotion/ Derde Klasse                                                          | 17     |       |   |   |   |    |    |     | 1941–1944, 1945–1947, 1950–1954, 1964–1972 | 2      | 1      | 1    |
| IV                                                                                                  | Eerste Provinciale Limburg/ Vierde Klasse                                        | 10+    |       |   |   |   |    |    |     | 19??–1939, 1954–1960, 1961–1964            | 2      | 1      | 1    |
| V                                                                                                   | Eerste Provinciale Limburg                                                       | 1+     |       |   |   |   |    |    |     | 1960/61                                    | 1+     | ?      | 1    |
| | Puchar Belgii                                                                    | 29     |       |   |   |   |    |    |     | 1926–1988                                  | 0      | 0      | 1/2  |
| Belgia                                                                                              | Bilans występów klubu w rozgrywkach piłkarskich Belgii (Stan na 31 maja 2020 r.) |        |       |   |   |   |    |    |     |                                            |        |        |      |

## Struktura klubu

### Stadion
Klub piłkarski rozgrywał swoje mecze domowe na De Noordlaan w Genku o pojemności 18000 widzów.

## Kibice i rywalizacja z innymi klubami

### Derby
- K Genk VV
- Waterschei Thor Genk